# Cellen (radiocollage)
Cellen är ett svenskt radiocollage av Öyvind Fahlström som är cirka 70 minuter långt. Det sändes i Sveriges Radio den 11 juli 1972.
Detta radioverk är det mest traditionella av Fahlströms tre radiokompositioner som han gjorde för Sveriges Radio och tar sin utgångspunkt i att Fahlströms vän Saul Gottlieb dött i cancer. Cellen består mest av intervjuer med främst kvinnor som drabbats av cancer som beskriver sina liv efter att de fått diagnosen. Uppblandat med dessa intervjuer finns det inspelade passager bland annat från olika protester mot Vietnamkriget i USA och med engelska spiritister som talar om livet efter döden. Hela radiokompositionen inramas av Öyvind Fahlströms som berättar om en dröm han haft där han är en dödsdömd fånge på rymmen i Stockholm.

## Några av de medverkande
- Öyvind Fahlström
- Barbro Fahlström
- Staffan Olzon
- Sigvard Olsson